# Estación de Puente Genil-Herrera
Puente Genil-Herrera es una estación de alta velocidad de Adif, situada en la carretera A-318,
a 4 km de Puente Genil y a 3 km de Herrera (Sevilla). La ubicación de la estación es objeto de confusión, ya que aunque se encuentra más cerca de Herrera que de Puente Genil, la estación se encuentra en el límite del término municipal de Puente Genil y a escasos metros del término de Herrera, según la propia Adif y el catastro municipal, por lo que pertenece a Puente Genil y no a Herrera.
Esta vanguardista estación, inaugurada en diciembre de 2006, está conformada por una gran cubierta metálica que se asemeja a un pájaro que está levantando el vuelo. Dispone de cuatro vías y dos andenes, sobre los que está ubicado el edificio en una cota elevada respecto a las vías, a modo de una gran pasarela de 1.550 metros cuadrados, con espacios comerciales.
Es estación de llegada y partida de trenes procedentes de, o con destino a Barcelona, Granada, Córdoba, Madrid, Málaga y Sevilla. Forma parte de la línea de alta velocidad Córdoba-Málaga. Da servicio a la ciudad cordobesa de Puente Genil y al pueblo sevillano de Herrera, y junto con la estación de Antequera-Santa Ana, a la población de la zona central de Andalucía. Es la estación homóloga de alta velocidad a la estación de tren convencional de Puente Genil.

## Características
La línea de alta velocidad Córdoba-Málaga está diseñada para soportar velocidades de tráfico de hasta 350 km/h; sin embargo, los trenes comerciales tienen un límite de velocidad de 300 km/h.
Está diseñada a modo de una gran pasarela de 1550 metros cuadrados sobre las vías, a las que se accede por escaleras mecánicas o ascensores.
Los trenes más rápidos de Renfe, el AVE y el Avant, comunican a Puente Genil-Herrera con Córdoba en 23 minutos, y con Antequera-Santa Ana en sólo 12.

## Servicios ferroviarios

### Largo Recorrido
El servicio AVE Madrid-Málaga se realiza en 15 ocasiones al día en ambos sentidos, parando en Puente Genil-Herrera en cinco de estas. El AVE Barcelona-Málaga circula una vez al día, parando en esta estación durante el día, y un Trenhotel comenzó a prestar un servicio nocturno en el mismo trayecto desde el día 26 de enero de 2009.
El servicio AVE Granada-Madrid se realiza en 4 ocasiones al día en ambos sentidos, parando en Puente Genil-Herrera dos de estas.

### Media Distancia
El servicio Avant Sevilla-Córdoba-Málaga se realiza en 6 ocasiones al día en ambos sentidos, parando siempre en Puente Genil-Herrera.